# Slavonska avenija
Slavonska avenija (česky doslova Slavonská třída) je název pro rušnou komunikaci, která stojí v hlavním městě Chorvatska, Záhřebu. Nachází se v jižní části města, v blízkosti řeky Sávy, mezi historickým centrem města a Novým Záhřebem. Začíná u ulice Savska cesta a pokračuje jižně a jihovýchodně od centra až k mimoúrovňové křižovatce na východním okraji Záhřebu, u obce Ivanja Reka, kde začíná dálnice A3.
Se svoji délkou 18 km je nejdelší na území města, dokonce delší, než populárně známá dlouhá ulice Ilica.

## Historie
Již na regulačním plánu z roku 1889 bylo předpokládáno šíření města do tohoto prostoru a vznik nové sítě ulic. Ulice, označená jen číslem 77 odpovídá svým trasováním západní části dnešní Slavonské třídy.
Novodobá tranzitní komunikace byla postavena na místě původního Sávského předměstí a vesnice Trnje. Napojena na ní byla celojugoslávská Dálnice Bratrství a jednoty, která byla postavena v 50. a 60. letech 20. století. Hlavní význam v oblasti tranzitní dopravy nicméně pozbyla poté, co byl vybudován jižní (dálniční) obchvat metropole. Ten předpokládal již Generální urbanistický plán Záhřebu v roce 1971.
V souvislosti s významem pro tranzitní dopravu se třída jmenovala původně jako Třída Bratrství a jednoty (Avenija bratstva i jedinstva) a ve své východní části potom jako Bělehradská třída (Beogradska avenija). Současný název byl zaveden po Chorvatské válce za nezávislost.

## Doprava
Jedná se o šestiprodoudou rychlostní komunikaci, která má řadu mimoúrovňových křížení (např. s ulicemi Savska cesta, třídou Većeslava Holjevca nebo třídou Marina Držića. Cestovní rychlost je na některých úsecích omezena na 70 km/h a na jiných na 100 km/h.

## Významné budovy
- tiskárna novin Vjesnik
- Richterovy mrakodrapy
- City Plaza Zagreb
- Fakulta strojírenství a loděnictví Záhřebské univerzity